# Chelsea Football Club 1966-1967
Questa voce raccoglie le informazioni riguardanti il Chelsea Football Club nelle competizioni ufficiali della stagione 1966-1967.

## Stagione
Il campionato inglese inizia il 20 agosto 1966 e il Chelsea comincia con due vittorie per 2-1, contro West Ham United e Nottingham Forest, due 0-0 contro Sheffield Wednesday e Nottingham, un 3-0 contro il Southampton, un 2-2 contro il Leicester City, un 1-1 contro il Sunderland AFC, un 6-2 contro l'Aston Villa, un 3-1 contro l'Arsenal, un 4-1 contro il Manchester City, un 1-3 contro il Burnley, un 1-1 contro il Manchester United. Dopo una vittoria per 3-0 contro il Tottenham Hotspur, il club londinese ottiene un 3-1 contro il Fulham FC, un 1-3 contro il Manchester United, un 1-0 contro il West Bromwich Albion, un 1-1 contro lo Sheffield United, Stoke City e Everton, un 2-2 contro il Newcastle United, un 5-5 contro il West Ham, un 1-2 all'andata e al ritorno contro il Liverpool. Vi è poi una sconfitta per 1-6 contro lo Sheffield Wednesday, un 4-1 contro il  Southampton, uno 0-2 contro il Sunderland, un 3-1 contro l'Aston Villa, un 1-2 contro l'Arsenal, uno 0-0 contro il Manchester City, un 2-1 contro il Burnley, uno 0-0 contro il Fulham, un 1-1 contro il Tottenham, uno 0-2 contro il Blackpool FC, un 2-1 conto il Newcastle, 2-0 contro il Blackpool. Seguono uno 0-1 contro il Leeds United, uno 0-2 contro il West Bromwich, uno 0-3 contro lo Sheffield United, un 1-3 contro l'Everton, un 1-0 contro lo Stoke, un 2-2 contro il Leeds e un 2-3 contro il Leicester. I Blues terminano quindi il campionato in nona posizione.
Il Chelsea inizia l'FA Cup dal terzo turno, dove batte l'Huddersfield 2-1, nel quarto turno vince 4-0 contro il Brighton & Hove Albion FC, nel quinto 2-0 lo Sheffield United e nel sesto 1-0 lo Sheffield Wednesday. In semifinale i Blues incontrano e battono il Leeds, in finale vengono però sconfitti 1-2 dal Tottenham.
Il club londinese inizia la Football League Cup dal secondo turno, dove batte 5-2 il Charlton Athletic, nel terzo turno pareggia 1-1 contro il Blackpool e nel replay viene sconfitto 1-3, uscendo quindi dalla competizione.

## Maglie e sponsor
Nella stagione 1966-1967 del Chelsea non sono presenti né sponsor tecnici né main sponsor. La divisa primaria è costituita dalla maglia blu con colletto a girocollo, calzoncini blu e calzettoni bianchi. La divisa da trasferta è formata da una maglia gialla a girocollo con decorazioni a strisce blu su colletto e estremità delle maniche, pantaloncini blu e calzettoni gialli. La terza divisa è costituita da maglia rossa con le medesime decorazioni delle away in bianco, calzoncini e calzettoni sono anch'essi rossi. La quarta è formata da maglia bianca, calzoncini blu e calzettoni rossi. Contro il Manchester City viene inoltre usata una divisa costituita da maglia arancione, pantaloncini neri e calzettoni del medesimo colore della maglia.
| Casa | Trasferta | Terza divisa | Quarta divisa | Contro Manchester City |

## Rosa
Rosa e numerazione sono aggiornati al 31 maggio 1967.
| N. |                        | Ruolo | Calciatore      |
| -- | ---------------------- | ----- | --------------- |
|    | Inghilterra (bandiera) | P     | Peter Bonetti   |
|    | Inghilterra (bandiera) | D     | Allan Harris    |
|    | Inghilterra (bandiera) | D     | Ron Harris      |
|    | Inghilterra (bandiera) | D     | Marvin Hinton   |
|    | Inghilterra (bandiera) | D     | Joe Kirkup      |
|    | Scozia (bandiera)      | D     | Eddie McCreadie |
|    | Inghilterra (bandiera) | D     | Ken Shellito    |
|    | Scozia (bandiera)      | D     | Jim Thomson     |
|    | Scozia (bandiera)      | C     | John Boyle      |

| N. |                        | Ruolo | Calciatore     |
| -- | ---------------------- | ----- | -------------- |
|    | Scozia (bandiera)      | C     | Charlie Cooke  |
|    | Inghilterra (bandiera) | C     | Ian Hamilton   |
|    | Scozia (bandiera)      | C     | John Hollins   |
|    | Scozia (bandiera)      | A     | Tommy Baldwin  |
|    | Inghilterra (bandiera) | A     | Tony Hateley   |
|    | Inghilterra (bandiera) | A     | Peter Houseman |
|    | Inghilterra (bandiera) | A     | Peter Osgood   |
|    | Inghilterra (bandiera) | A     | Bobby Tambling |

## Calciomercato
| Arrivi | Arrivi        | Arrivi        | Arrivi   |
| R.     | Nome          | da            | Modalità |
| ------ | ------------- | ------------- | -------- |
| C      | Charlie Cooke | Dundee        | ?        |
| D      | Allan Harris  | Coventry City | ?        |
| A      | Tony Hateley  | Aston Villa   | ?        |

| Partenze | Partenze       | Partenze        | Partenze |
| R.       | Nome           | a               | Modalità |
| -------- | -------------- | --------------- | -------- |
| P        | Jim Barron     | Oxford Utd      | ?        |
| A        | Barry Bridges  | Birmingham City | ?        |
| C        | George Graham  | Arsenal         | ?        |
| C        | Billy Sinclair | Glentoran       | ?        |

## Statistiche

### Statistiche di squadra
| Competizione        | Punti | Totale | Totale | Totale | Totale | Totale | Totale |
| Competizione        | Punti | G      | V      | N      | P      | Gf     | Gs     |
| ------------------- | ----- | ------ | ------ | ------ | ------ | ------ | ------ |
| Campionato          | 44    | 42     | 15     | 14     | 13     | 67     | 62     |
| FA Cup              | -     | 5      | 4      | 0      | 1      | 10     | 3      |
| Football League Cup | -     | 3      | 1      | 1      | 1      | 7      | 6      |
| Totale              | -     | 50     | 20     | 15     | 15     | 78     | 71     |